# Dufferin Roblin
Dufferin Roblin (né le 17 juin 1917 - mort le 30 mai 2010) est un homme d'affaires et homme politique canadien. Connu sous le nom de "Duff", il a été premier ministre du Manitoba de 1958 à 1967. Il est nommé au Sénat du Canada sur la recommandation du premier ministre canadien Pierre Elliott Trudeau. Il a été représentant du gouvernement au Sénat au sein du cabinet de Brian Mulroney. Il est le petit-fils de sir Rodmond Palen Roblin, qui a également été premier ministre du Manitoba.